# Bouzais
Bouzais é uma comuna francesa na região administrativa do Centro, no departamento Cher. Estende-se por uma área de 3,36 km². Em 2010 a comuna tinha 320 habitantes (densidade: 95,2 hab./km²).